# Manuel Fernández Fernández
Manuel Fernández Fernández (San Paio de Navia, Pontevedra 21 de gener del 1923- Madrid 12 de juny de 2012), popularment conegut com a Pahiño, fou un futbolista gallec que va jugar a la posició de davanter a equips com el Celta de Vigo, Reial Madrid, Deportivo de La Coruña i la selecció espanyola. Va guanyar dos cops el trofeu Pitxitxi.

## Trajectòria esportiva
La temporada 1947/48 va aconseguir acabar a la quarta posició amb el Real Club Celta de Vigo i va arribar a la final de la Copa del Generalíssim. Va aconseguir el trofeu Pitxitxi la mateixa temporada.
Junt amb el seu company d'equip al Celta, Miguel Muñoz, van signar pel Reial Madrid CF per la temporada 1948/49
A Madrid, Pahiño va aconseguir el seu segon Pitxitxi, però amb l'arribada d'Alfredo Di Stéfano, va veure's relegat a la banqueta i va decidir marxar, signant pel Deportivo de La Coruña.

## Selecció espanyola
Encara que tenia una gran capacitat golejadora, Pahiño només jugà 3 vegades amb la selecció espanyola, en els quals va marcar tres gols. El seu primer partit va ser el 20 de juny de 1948 contra la selecció de Suïssa, quedant 3-3.
Es va acomiadar de la selecció a Dublín el 27 de novembre del 1955, empatant a 2 amb la selecció irlandesa.